# La pell de brau
La pell de brau és un poemari de Salvador Espriu publicat el 1960. Es tracta d'una al·legoria crítica amb l'Espanya de la postguerra i la seva intransigència amb els diferents pobles de la península Ibèrica. Utilitza el mite de Sepharad, lloc d'origen dels sefardites per referir-se a Espanya. Degut al seu contingut, es tracta d'una de les obres més populars i citades de l'autor. Salvador Espriu es va convertir, després de la publicació de La pell de brau, en tot un símbol de la lluita antifranquista.
El 2012 fou utilitzat per l'Assemblea Nacional Catalana en un espot promocional de la manifestació "Catalunya, nou estat d'Europa".